# Bonusregelung
Eine Bonusregelung bezeichnet ein Instrument einer Kartellbehörde zur Bekämpfung von Kartellen.
Da Kartelle nicht nur volkswirtschaftlich, sondern auch sozialschädlich sind, haben es sich Kartellbehörden verstärkt zur Aufgabe gemacht, sogenannte Hardcore-Kartelle (z. B. Preiskartelle) zu bekämpfen. Grundsätzlich werden Kartellrechtsverstöße mit hohen Geldbußen geahndet. Da kartellrechtswidrige Vereinbarungen zwischen Kartellanten verschwiegen abgeschlossen werden, ist es für Kartellbehörden schwierig, an Beweismittel gegen Kartelle zu gelangen. Aus diesem Grund bieten viele Kartellbehörden Unternehmen, die aus einem Kartell aussteigen wollen, Geldbußenerlasse oder Reduzierungen ihrer Geldbuße, die sie ansonsten zu erwarten hätten.

## Geschichte
Eine Kronzeugenregelung (engl.: Leniency Policy) bei Kartellverfahren wurde erstmals weltweit vom US-Justizministerium 1978 eingeführt. Damit sollte für Unternehmen ein hoher Anreiz geschaffen werden, bestehende Kartelle aufzudecken, indem diese straffrei ausgingen (Amnesty Program vom 4. Oktober 1978). Diesem Amnesty Progam war jedoch mangels Vorhersehbarkeit der Straffreiheit bzw. Strafimmunität und der notwendigen Transparenz nur wenig Erfolg beschieden (etwa ein Antrag pro Jahr), bis es 1993 zu einer grundlegenden Überarbeitung des Programms kam. 1993 wurde die Corporate Leniency Policy und 1994 die Leniency Policy for Individuals eingeführt, welche aufgrund der geänderten Rahmenbedingungen ein großer Erfolg wurden. In weiterer Folge wurde ein Amnesty Plus Progam und zur Strafverschärfung ein Penalty Plus Program eingeführt. 1996 wurden die positiven Erfahrungen in den USA von der Europäischen Kommission aufgegriffen und über eine Mitteilung der Kommission über den Erlass und die Ermäßigung von Geldbußen in Kartellsachen publiziert, die 2002 und 2006 überarbeitet wurde.

## Kronzeugenregelung – Bonusregelung
Ein Unternehmen, das in ein Kartell verwickelt ist oder war, stellt einen Antrag auf Kronzeugenbehandlung (= Bonusregelung) und übergibt der Kartellbehörde Beweismaterial, wie z. B. Mitschriften von Treffen oder E-Mails mit zweckdienlichen Informationen, die an Konkurrenten geschickt wurden. Naturgemäß belastet das Unternehmen damit nicht nur seine Konkurrenten, sondern auch sich selbst.
Es verpflichtet sich, mit der Kartellbehörde zusammenzuarbeiten und alle Fragen der Kartellbehörde in Zusammenhang mit der vollständigen Aufdeckung des Kartells fristgemäß zu beantworten.
Inzwischen setzen viele Kartellbehörden der Welt Bonusprogramme ein, um wirksam gegen Kartelle vorgehen zu können.
Wesentliche Elemente eines Bonusprogramms sind hierbei:
- hohe Sanktionen bei Kartellrechtverstößen,
- Unternehmen müssen von hoher Aufklärungsrate der Kartellrechtsbehörden ausgehen,
- Transparenz und Rechtssicherheit des Bonusprogramms.

Obwohl sich die European Competition Authorities (ECA) auf unverbindliche Leitlinien für Bonusprogramme geeinigt haben, besteht weiterhin eine Vielzahl von diesen Programmen. Aufgrund der Vielzahl der Bonusprogramme kann es zwischen den Programmen der verschiedenen Behörden zu Problemen führen, wenn ein Unternehmen aus einem europaweiten oder weltweiten Kartell aussteigen will, da es alle kumulierten Voraussetzungen der verschiedenen Kronzeugenregelungen beachten muss. Auch im Raum  des European Competition Network (ECN) gibt es kein einheitliches Bonusprogramm.